# Kumzits
Kumzits (ou Kumzitz), (קומזיץ) (Viens t'asseoir) est une expression en hébreu combinant les mots yiddish קום (viens) and זיץ (assis). Le mot décrit une soirée de chants juifs inspirationnels chantés à l'unisson. Les participants sont soit assis sur le sol ou sur des chaises. La lumière est minimale pour renforcer l'atmosphère d'intimité. Si l'endroit est à l'extérieur, un feu de bois est allumé comme seule luminaison. À l'exception du Chabbat, les chants sont accompagnées par des instruments de musique, en particulier la guitare, la flûte ou le violon,,,,,,.
Toute occasion est bonne pour un Kumzits, mais le plus souvent il prend place le vendredi soir ou le samedi soir.